# Самуил Лешочки
Хаджи Самуил Лешочки е духовник, игумен на Лешочкия манастир в Тетовско в средата на XIX век.

## Биография
Роден е в 1820 година в тетовското село Лешок. Учи при Кирил Пейчинович в Лешочкия манастир, където се и замонашва. В 1860 година наследява отец Силвестър Лешочки като игумен. Игуменства от 1860 до 1878 година. Умира в 1892 година.